# Алеман (Ајова)
Алеман (енгл. Alleman) град је у америчкој савезној држави Ајова. По попису становништва из 2010. у њему је живело 432 становника.

## Демографија
Према попису становништва из 2010. у граду је живело 432 становника, што је -7 (-1.6%) становника више него 2000. године.
| Група             | 2000.       | 2010.       |
| Белци             | 435 (99,1%) | 425 (98,4%) |
| Афроамериканци    | 0 (0,0%)    | 0 (0,0%)    |
| Азијати           | 1 (0,2%)    | 1 (0,2%)    |
| Хиспаноамериканци | 2 (0,5%)    | 0 (0,0%)    |
| Укупно            | 439         | 432         |